# Алтер его
Алтер его (на латински: alter ego – „другото Аз“) е втора наша същност, втора личност или персона вътре в личността. Терминът е измислен в началото на XIX век, когато е била описана шизофренията за първи път от ранните психолози. Казва се, че човек с алтер его води „двойствен живот“.
Терминът алтер его е често използван в литературни анализи и сравнения, за да опише герои, които са психологически идентични, или герой, който е един вид алтер его на автора и чиито обноски, реч и мисли умишлено изразяват тези на автора.
Терминът може да се използва и в ситуации, при които актьор се превъплъщава в роля и възприема друга идентичност (тази на героя).
Персонажите доктор Джекил и мистър Хайд в трилъра на Робърт Луис Стивънсън „Странният случай с доктор Джекил и мистър Хайд“ представляват изучаване на концепцията, според която доброто и злото могат да съществуват едновременно в един човек, често в борба едно с друго. Едуард Хайд буквално представлява „другата личност“ на доктор Джекил. Хайд е психопат без задръжки спрямо нормите на цивилизованото общество, споделящ едно и също тяло с доктора.